# Експлорер-6

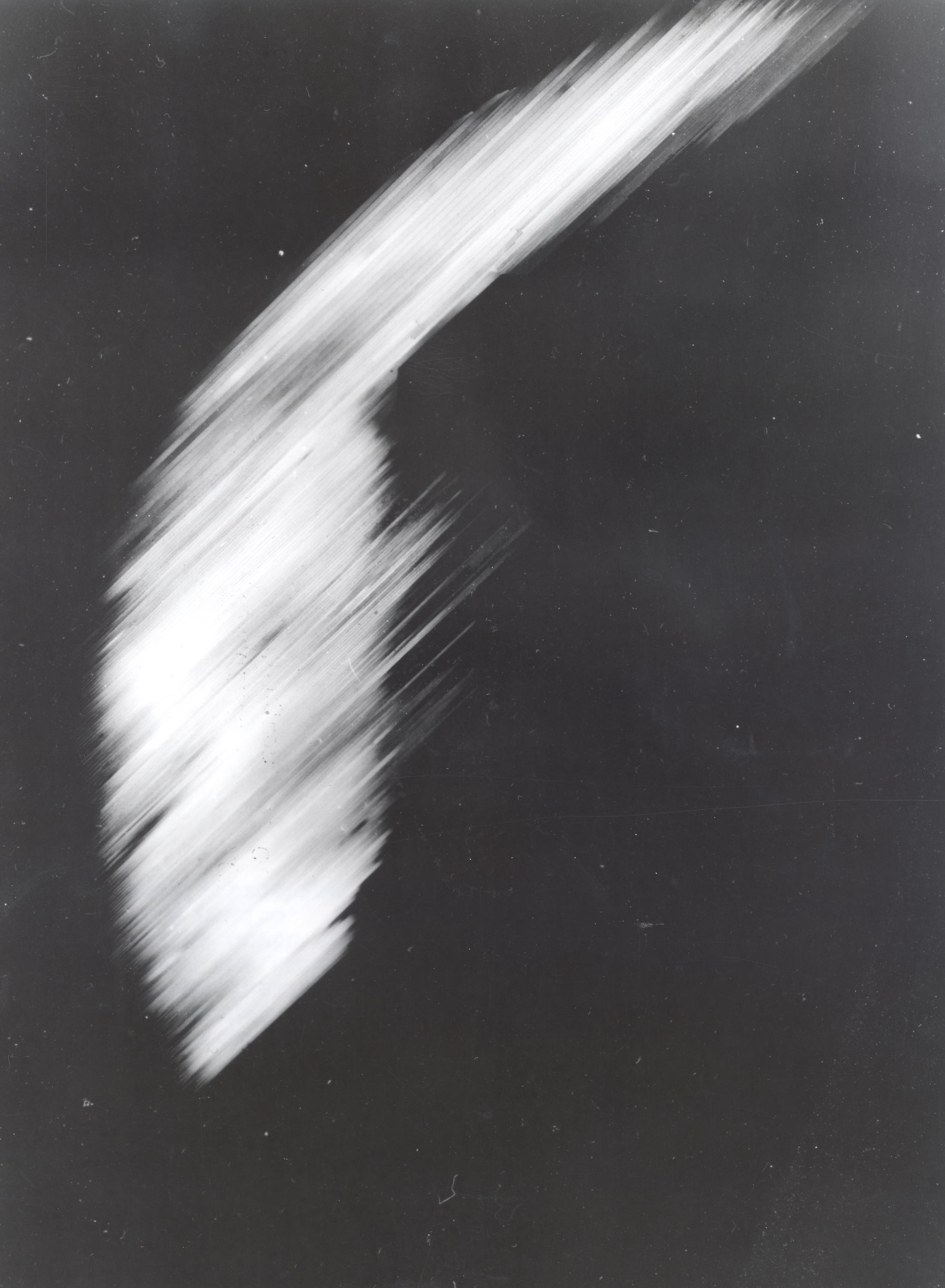
Перше супутникове зображення Землі

«Експло́рер-6» (англ. Explorer 6 — дослідник), інші назви Ейбл-3 (англ. Able 3), S-2 — американський науковий космічний апарат, запущений за програмою «Експлорер». Апарат зробив перший у світі фотознімок Землі з орбіти.

## Опис
«Експлорер-6» мав форму сфероподібного багатогранника. Апарат мав вивчати захоплене випромінювання різної енергії, галактичні космічні промені, геомагнетизм, поширення радіохвиль у верхніх шарах атмосфери, потоку мікрометеоритів. Також випробувалась сканувальна система для фотографування хмарного покриву Землі. Апарат стабілізувався в польоті обертанням навколо осі з прямим піднесенням 217° і схиленням 23° зі швидкістю 2,8 оберту за секунду.
На «екваторі» апарата було прикріплено чотири панелі сонячних батарей для заряджання акумуляторних батарей під час польоту.
Телесигнал і телеметричні дані передавались цифровим передавачем дециметровими хвилями. Два аналогові передавачі використовували ультракороткі хвилі. Аналогові передавачі працювали постійно. Цифровий передавач вмикався щодня на кілька годин.

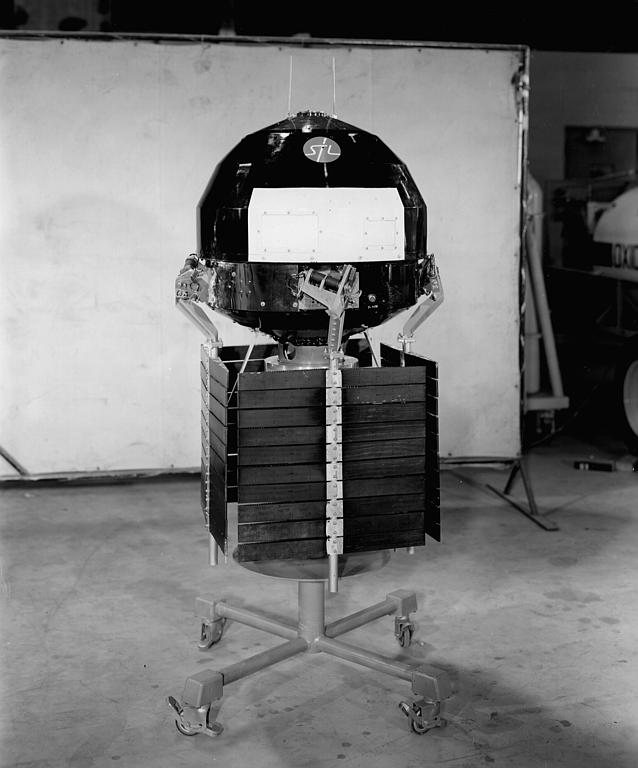
«Експлорер-6» зі складеними панелями сонячних батарей

## Політ
7 серпня 1959 року о 14:24:20 UTC ракетою-носієм Тор-Ейбл-3 з космодрому Мис Канаверал відбувся запуск апарата «Експлорер-6» на високу еліптичну орбіту. При запуску панелі сонячних батарей були складені і мали розкритись до закручування апарата, однак розкривання сталось під час розкручування апарата, крім того, розгорнулись три панелі з чотирьох, що забезпечило тільки 63 % від необхідного живлення приладів електроенергією. З часом рівень заряду знижувався, що знизило співвідношення сигнал-шум при передачі даних, особливо в апогеї.
11 вересня вийшов із ладу один передавач ультракоротких хвиль. Останній сигнал від «Експлорера-6» надійшов 6 жовтня, після чого заряд батарей впав нижче від необхідного для роботи обладнання. Загалом було отримано 827 годин аналогової і 23 години цифрової інформації.
13 жовтня з висоти 10,7 км з-під крила літака-носія Б-47 в бік перигею «Експлорера-6» (251 км) було здійснено запуск прототипу протисупутникової ракети повітряного базування Болд Оріон (англ. Bold Orion). Ракета пройшла за 6,4 км від супутника.
Апарат зійшов з орбіти 1 липня 1961 року.